# مرغداری

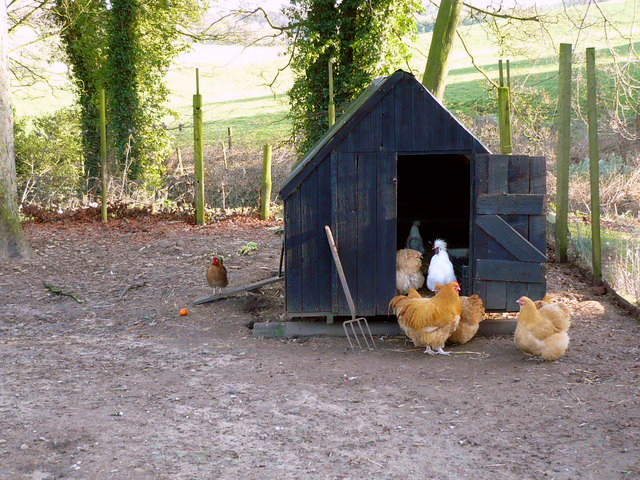
نمایی از یک آشیانهٔ مرغ‌داری خانگی در یورکشایر شمالی، انگلستان - ۲۰۰۸

مرغداری صنعتی از صنایع زیرمجموعه کشاورزی می‌باشد که در آن ضمن پرورش طیور از تولیدات آن اعم از گوشت و تخم مرغ استفاده می‌شود.